# 벤 킹즐리
벤 킹즐리 경(영어: Sir Ben Kingsley, 1943년 12월 31일 ~ )은 잉글랜드의 배우이다.
인도계 잉글랜드인으로, 어릴적 이름은 크리슈나 밴지(Krishna Bhanji)였다. 1982년작 《간디》에서 주연 마하트마 간디 역을 맡아 BAFTA와 골든 글로브에서 남우주연상을 받았으며, 다음 해에 아카데미 남우주연상과 골든 글로브 신인남우상을 받았다.
이외에 그래미상(1985, Grammy Award for Best Spoken Word Album 부문), 미국 배우 조합상(2002), 새턴상 남우조연상(2013), BAFTA 브리타니아상(2013, Worldwide Contribution to Entertainment 부문) 등의 수상경력이 있다.
그의 아들 퍼디낸드 킹즐리가 배우 겸 가수로 활동 중이다.

## 출연 작품

### 영화
- 《간디》 - 주연 마하트마 간디 역 (1982년)
- 레닌의 혁명으로 가는 열차 (1988, Lenin...The Train)
- 《벅시》 - 메이어 랜스키 역 (1991년)
- 《스니커즈》 - 코스모 역 (1992년)
- 《쉰들러 리스트》 - 이차크 슈테른 역 (1993년)
- 《데이브》 - 낸스 부통령 역 (1993년)
- 《진실》 - 미란다 박사 역 (1994년)
- 더 바이블 - 요셉 (1995, Joseph)
- 《스피시즈》 - 자비어 핏치 역 (1995년)
- 《너 어느 별에서 왔니?》 - 그레이든 역 (2000년)
- 《룰스 오브 인게이지먼트》 - 모레인 대사 역 (2000년)
- 《안네 프랑크》 - 주연 오토 프랑크 역 (TV 시리즈, 2001년)
- 《A.I.》 - 전문가 역 (목소리, 2001년)
- 《사랑의 승리》 - 에이지스 역 (2001년)
- 《터크 애버래스팅》 - 노란 양복의 남자 역 (2002년)
- 《모래와 안개의 집》 - 배라니 역 (2003년)
- 《서스펙트 제로》 - 벤자민 역 (2004년)
- 《썬더버드》 - 더 후드 역 (2004년)
- 《올리버 트위스트》 - 페이긴 역 (2005년)
- 《럭키 넘버 슬레븐》 - 주연 랍비 역 (2006년)
- 《셔터 아일랜드》 - 닥터 존 코리 역 (2010년)
- 《페르시아의 왕자: 시간의 모래》 - 니잠 역 (2010년)
- 《금지된 예술》 - 이고르 사비츠키 역 (다큐멘터리, 2010년)
- 《휴고》 - 조르주 멜리에스 역 (2011년)
- 《독재자》 - 타이머 역 (2012년)
- 《잇 이즈 노 드림》 - 나레이터 역 (2012년)
- 《아이언맨 3》 - 만다린 역 (2013년)
- 《엔더스 게임》 - 메이저 래컴 역 (2013년)
- 《엑소더스: 신들과 왕들》 - 눈 역 (2014년)
- 《박물관이 살아있다: 비밀의 무덤》 - 메렌카레 역 (2014년)
- 《셀프/리스》 - 데미안 역 (2015년)
- 《하늘을 걷는 남자》 - 파파 루디 역 (2015년)
- 《정글북》 - 바기라 역 (목소리, 2016년)
- 《아우토반》 - 제란 역 (2016년)
- 《스페셜 시큐리티 : 라스트 미션》 - 찰리 역 (2017년)
- 《워 머신》 - 대통령 카르자이 역 (2017년)
- 《백스태빙 포 비기너스》 - 파샤 파사리스 역 (2018년)
- 《오퍼레이션 피날레》 - 아돌프 아이히만 역 (2018년)
- 《나이트 헌터》 - 쿠퍼 역 (2018년)
- 《자연스럽게: 알리스 기-블라쉐의 전해지지 않은 이야기》 - 본인 역 (다큐멘터리, 2018년)
- 《레드 씨 다이빙 리조트》 - 에단 르빈 역 (2019년)
- 《거미줄에 걸린 남자》 - 아더레스 역 (2019년)
- 《달리랜드》 - 살바도르 달리 역 (2022년)
- 《기상천외한 헨리 슈거 이야기》 - 닥터 간더바이 역 (2023년)
- 《더 킬러스 게임》 - 즈비 라비노비츠 역 (2024년)

## 수상 및 서훈
- 1982년 제47회 뉴욕 비평가 협회상 남우주연상
- 1982년 유타 비평가 협회상 남우주연상
- 1983년 제8회 LA 비평가 협회상 남우주연상
- 1983년 캔자스시티 비평가 협회상 남우주연상
- 1983년 제54회 전미 비평가 위원회상 남우주연상
- 1983년 제40회 골든 글로브상 신인남우상, 드라마부문 남우주연상
- 1983년 제36회 영국 아카데미 영화상(BAFTA) 신인상, 남우주연상
- 1983년 제55회 아카데미 남우주연상
- 1983년 이브닝 스탠더드 영국 영화상 남우주연상
- 1984년 제4회 런던 영화 비평가 협회상 남우주연상
- 1984년 인도 Padma Shri 훈장
- 1985년 그래미상 최고의 앨범상
- 1989년 제24회 골든 카메라 최우수해외남자배우상
- 1994년 이브닝 스탠더드 영국 영화상 남우주연상
- 2001년 제22회 보스턴 영화 비평가 협회상 남우조연상
- 2001년 토론토 비평가 협회상 남우조연상
- 2001년 사우스이스턴 영화 비평가 협회상 남우조연상
- 2001년 샌디에이고 영화 비평가 협회상 남우조연상
- 2001년 피렌체 비평가 협회상 남우조연상
- 2001년 피닉스 비평가 협회상 남우조연상
- 2001년 제14회 유럽 영화상 유러피안 남우주연상
- 2001년 제37회 카를로비바리 영화제 세계영화공헌상
- 2002년 제7회 새틀라이트상 남우조연상
- 2002년 기사작위(Knight Bachelor) 서임[1]
- 2002년 제7회 크리틱스 초이스 영화상 남우조연상
- 2002년 제8회 미국 배우 조합상 TV영화/미니시리즈부문 남자연기상
- 2003년 피닉스 비평가 협회상 남우주연상
- 2009년 제9회 마라케시 국제 영화제 공로상
- 2013년 마드리드 국제 영화제 남우주연상
- 2013년 BAFTA 브리타니아 어워즈 세계엔터테인먼트공헌상
- 2014년 제40회 새턴상 최우수남우조연상
- 2014년 애니상 목소리연기부문 프로듀서상